# 何肇衢
何肇衢（1931年—2023年3月2日）是臺灣新竹縣出身的藝術家。生於新竹縣芎林鄉客家農村，父親何信嚴是佛畫師，在兄弟姊妹五男二女之中排行最長。1949年考取可公費就讀的臺北師範學校（今國立台北教育大學）藝術科，畢業後於北師附小擔任美術科任老師直到退休。
1957年起屢獲國內重要美展獎項，曾連續3年獲台陽美展最高獎項「台陽獎」，經畫家李梅樹推薦成為臺陽美術協會成員。1966年至2021年11月間辦理35次個展。以自然景物為寫生繪畫主題，主要創作媒材為油畫，繪畫風格受畢卡索立體派與抽象表現主義影響，以豐富的色塊與線條及簡化具體形象描繪。曾將多次的國外美術館旅遊經歷，出版2本著作。
2023年3月2日因罹患2019年冠狀病毒疾病重症而過世。亡故後獲總統褒揚令。

## 生平
生於臺灣日治時期昭和六年（1931年）新竹州竹東郡芎林庄鹿寮坑橘子窩（現新竹縣芎林鄉）的客家農家。父親何信嚴是佛畫師，母親則在自家茶園農務。小時家境清寒，家裡兄弟姊妹共五男二女，何肇衢排行最長，自小幫忙照顧弟妹和分攤家務:12。
小學就讀鹿寮坑國民學校（今新竹縣芎林鄉五龍國小），開始接受日本教育，就讀國校時學業表現優異，開始對畫圖產生興趣:16-17，國校畢業後考上大肚國校（今新竹縣橫山鄉大肚國民小學）高等科（等同現在的中學），1945年臺灣光復後，重新就讀新竹縣立中學竹東分校（今國立竹東高級中學），接受中文教育，並受到美術老師賴榮來的啟蒙與影響:24。
1949年自新竹縣立中學竹東分校畢業後，為了減輕家中負擔，原本想請託當時的新竹縣長鄒清之在縣府找份打雜工作，但鄒縣長卻勉勵他繼續就學，因此他與二弟何耀宗一起考取可以公費就讀的臺北師範學校（今國立台北教育大學）藝術科，1952年畢業後在老師周瑛的引薦下進入北師附小擔任美術科任老師。美術教室成為他的畫室，直到38年後退休後離開，任教期間為壯年創作的巔峰期，留下數量可觀的作品:26-31。
在北師附小任職期間曾應邀擔任雄獅鉛筆廠股份有限公司顧問，對該公司創辦人李阿目建議創辦一本美育刊物，刊物內可刊登公司廣告，促成1971年《雄獅美術》創刊，同時推薦有相關經驗的弟弟何政廣出任主編，1975年弟弟何政廣創辦《藝術家》月刊:32-33。1979年退休後到世界各地旅遊、寫生、參觀美術館。退休後主持「宜園畫室」指導社會人士繪畫:36。

## 獲獎與展覽
在擔任美術老師時期利用課餘時間創作，創作以寫生為主，挑喜歡的對象物作畫。1957年起積極參加美術比賽，獲國內重要美展獎項達29次之多:196。曾獲金爵獎、坎城國際美展國家榮譽獎、中山文藝獎、中華文化教育獎等獎項，多次受邀為美展的油畫評審。
1957年作品《蘭芳山》獲第20屆台陽美展佳作，1958年作品《室內》獲第13屆省主席獎第三名，1959年作品《九份街景》、1960年作品《後街》與1961年作品《船》連續獲得第14-16屆省展第二名。1958年作品《後窗》、1959年作品《小孩與鳥》與1960年作品《田園》分別獲第21-23屆台陽美展台陽獎，連續三年獲得台陽美展最高獎項，在李梅樹的推薦下，1961年以31歲之齡成為台陽美術協會會員:40-43．
1966年在台北國軍文藝中心舉辦第一次個展:59,之後陸續辦理個展達30多次,2021年11月於國立臺灣美術館舉行「時空˙疊影˙現代情：何肇衢90大展」為其第35次個展:205。

## 創作風格
何肇衢利用書籍吸收國外藝術新知，常到書店或大使館圖書館翻閱藝術書籍或存錢購買畫冊，畫室藏書豐富．1959年他利用鳳梨罐頭與日本多個雜誌社交換索取過期藝術雜誌，獲得新潮社贈與23本《藝術新潮》月刊與實業出版社贈書《成功人之成功史》一套20本，書籍成為他創作上的養分:66-67:7:196．
何肇衢曾說：「鳳梨罐頭供應我一輩子的能量，我的藝術養分沒想到是這樣來的，真是想不到呀！」:67
他的創作風格受法國具象派作品、美國抽象表現主義與畢卡索作品影響，:125-1291960年之前的作品不刻意表現筆觸與色調，重視素描功力，之後開始受立體派影響，採用塊狀交疊圖案化表現，物象邁入抽象化。:130
1964年第一次遊日時曾參觀畢卡索畫展，自此受到立體派影響，1960年的作品《後街》與《秋林》用分割、解構的手法將物象分解成色面的結構，接近分析立體主義的風格。但用色上不同於分析立體主義強調單色性，而用了豐富的色彩配置，創作上具有立體派的「形」與野獸派的「色」:11-121970-1980年代熱中描繪自然景色，以塊面、線條表現，將景物簡化，利用油彩厚塗，豐富質感。:136新題材海岸碼頭、漁村、帆船主題的出現，引起風潮，1980年代後期用色更大膽強烈，帶有表現主義風格，1986年後畫面使用框中有框，移動視點「疊影」效果的創作大量出現在以淡水為題材的作品中:13-15。
何肇衢愛好寫生，常年走遍國內外各地戶外寫生，1989年在淡水租賃畫室空間，數10年間以淡水為主題的寫生作品累積近300張。:10
他認為顏色是多變的，以淡水河為例，河水有時是綠色有時是紫色，變化多端，他的作品都是依據實景，畫中很多顏色不是自創的，大自然本是如此。:139
瓶花主題作品多數為紀念母親而做，在母親忌日會在母親照片前供放一幅瓶花作品。:147
蕭瓊瑞歸納何肇衢作品特色：1.以自然為宗卻不囿於自然2.以立體主義手法簡化自然重疊時空3.以立體主義抓形，以野獸派賦彩4.以即時的情緒感受為創作的動力。:17-18

## 著作
1964年第一次赴日參加中華民國水彩畫展開幕儀式，之後多次赴日參觀日本各地美術館:105，1981年首次遊歐洲，開始歐洲美術館之旅，累積的參觀經驗，在1997年由藝術家雜誌社出版《日本美術館巡禮》與《歐洲美術館導覽》二本書。:111

## 家庭
父親何信嚴本名何阿嚴，字俊卿，民間佛畫師．:10二弟何耀宗與何肇衢1949年一同考取省立台北師範學校（今國立台北教育大學）藝術科，1952年畢業後保送師範學院（今國立台灣師範大學）:29專精於美術設計，曾任教於文化大學。
三弟何恭上 （页面存档备份，存于）和四弟何政廣 （页面存档备份，存于）循哥哥們的求學之路進入台北師範藝術科就讀:34，何恭上為藝術圖書有限公司發行人，何政廣曾任《雄獅美術》主編，後來創辦藝術家雜誌社。
在台灣畫壇上有所謂的何家班，指的是何肇衢與其兄弟，受到大哥何肇衢影響，何家五兄弟中有四人在繪畫藝術發展。
1955年娶小學同學鍾玉珍為妻:10。
孫女為藝人何紫妍。

## 外部連結
- 光景寫意─何肇衢八十近作油畫展 （页面存档备份，存于）
- 國立新竹生活美學館（页面存档备份，存于）